# Adolfas Ramanauskas
Adolfas Ramanauskas (6 mars 1918 - 29 novembre 1957), nom de code Vanagas, était un éminent partisan lituanien.
Il travaillait comme chef de milice sous l'administration nazie lorsque la Lituanie est réoccupée par l'Union soviétique à la suite de l'occupation nazie en 1944-1945. Il rejoint la résistance anti-soviétique, passant de commandant de peloton à président de l'Union des combattants de la liberté lituaniens. À partir de 1952, il vécut caché avec de faux papiers. Trahi par un camarade, il est arrêté, torturé et finalement exécuté par le KGB ;  il fut le dernier commandant partisan connu à être capturé.
Après l'indépendance de la Lituanie en 1990, Ramanauskas est décoré à titre posthume de l'Ordre de la Croix de Vytis et promu général de brigade. En 2018, un lieu de sépulture contenant les restes de Ramanauskas a été découvert à Antakalnis. Cela a été confirmé par l'analyse anthropologique, la recherche ADN et la comparaison de photographies. En 2018, les membres du Seimas adoptent une résolution identifiant Ramanauskas comme « le plus haut responsable lituanien dans la lutte contre l'occupation soviétique » de 1954 à 1957.
Ramanauskas reste un personnage controversé en raison de sa collaboration avec les nazis pendant l'Holocauste, et ses monuments commémoratifs ont fait l'objet de protestations de la part du Centre Simon Wiesenthal, du Congrès juif mondial et de l'Agence juive,,,,,,.